# Municipio de Chimney Rock
El municipio de Chimney Rock (en inglés: Chimney Rock Township) es un municipio ubicado en el  condado de Rutherford en el estado estadounidense de Carolina del Norte. En el año 2010 tenía una población de 2.666 habitantes.

## Geografía
El municipio de Chimney Rock se encuentra ubicado en las coordenadas 35°26′43.43″N 82°9′59.4″O / 35.4453972, -82.166500.